# Paucartambo (distrikt)
Paucartambo (spanska: Distrito de Paucartambo) är ett av sex distrikt i provinsen Paucartambo, beläget i Cusco. Befolkningen i distriktet uppgår till 75 351 invånare enligt 2017 års folkräkning.

## Historia
Ursprungligen var Paucartambo, beläget 110 kilometer från Cusco i Peru, ett försörjningscentrum för militären i Inkariket. Senare under kolonialtiden var det ett kommersiellt centrum i området.
Distriktet Paucartambo skapades den 21 juni 1825 genom dekret av Simón Bolívar.

## Geografi
Distriktet ligger i en dal på 2 906 m ö.h., där Paucartambofloden passerar genom och förenar sig med Qenqomayufloden. Gatorna är kullerstensbelagda och smala med vita hus och blå balkonger.

## Fester

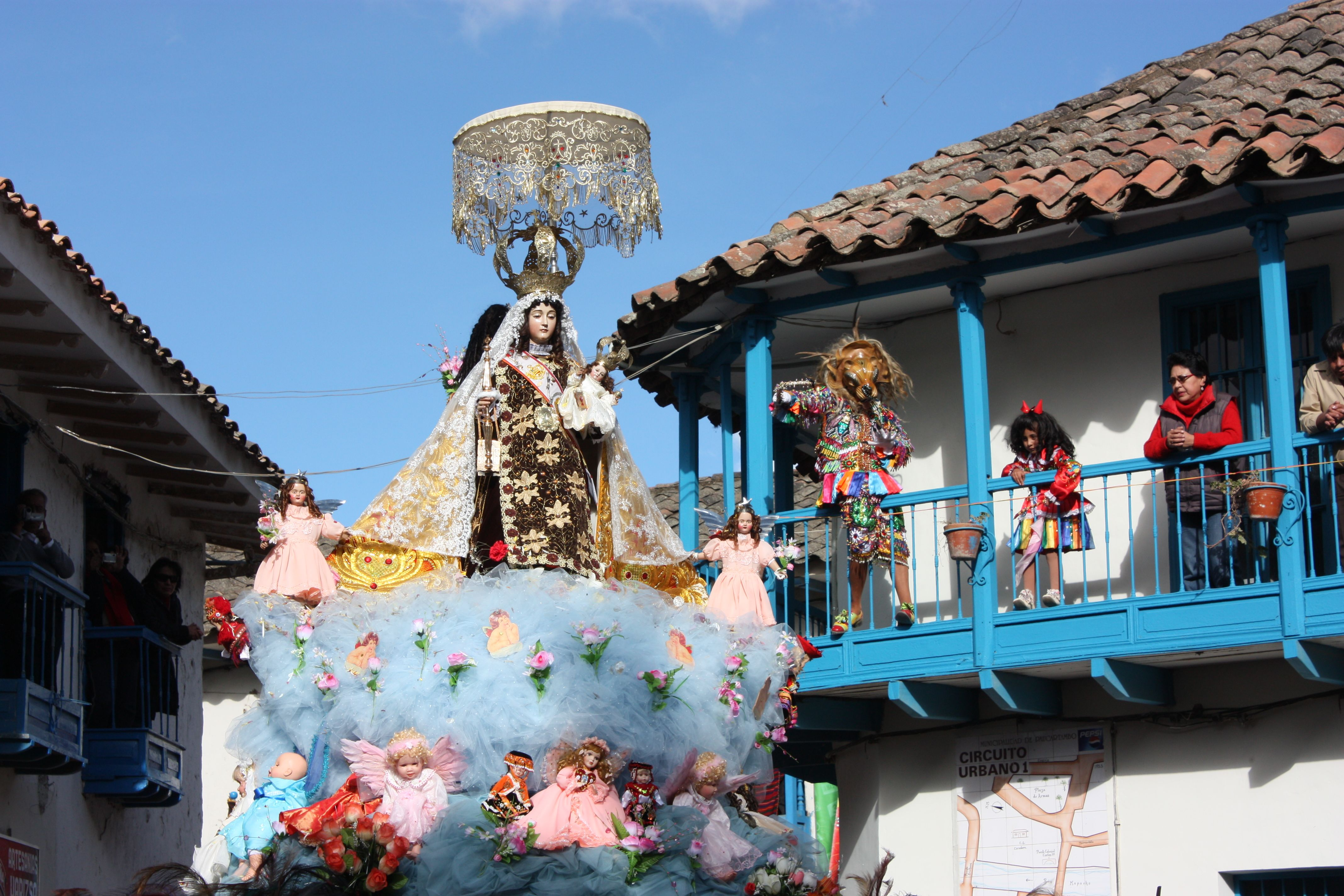
Festligheter när Virgen del Carmen de Paucartambo utsågs till, 2006.

- Fiesta de la Virgen del Carmen de Paucartambo

## Arkeologiska platser

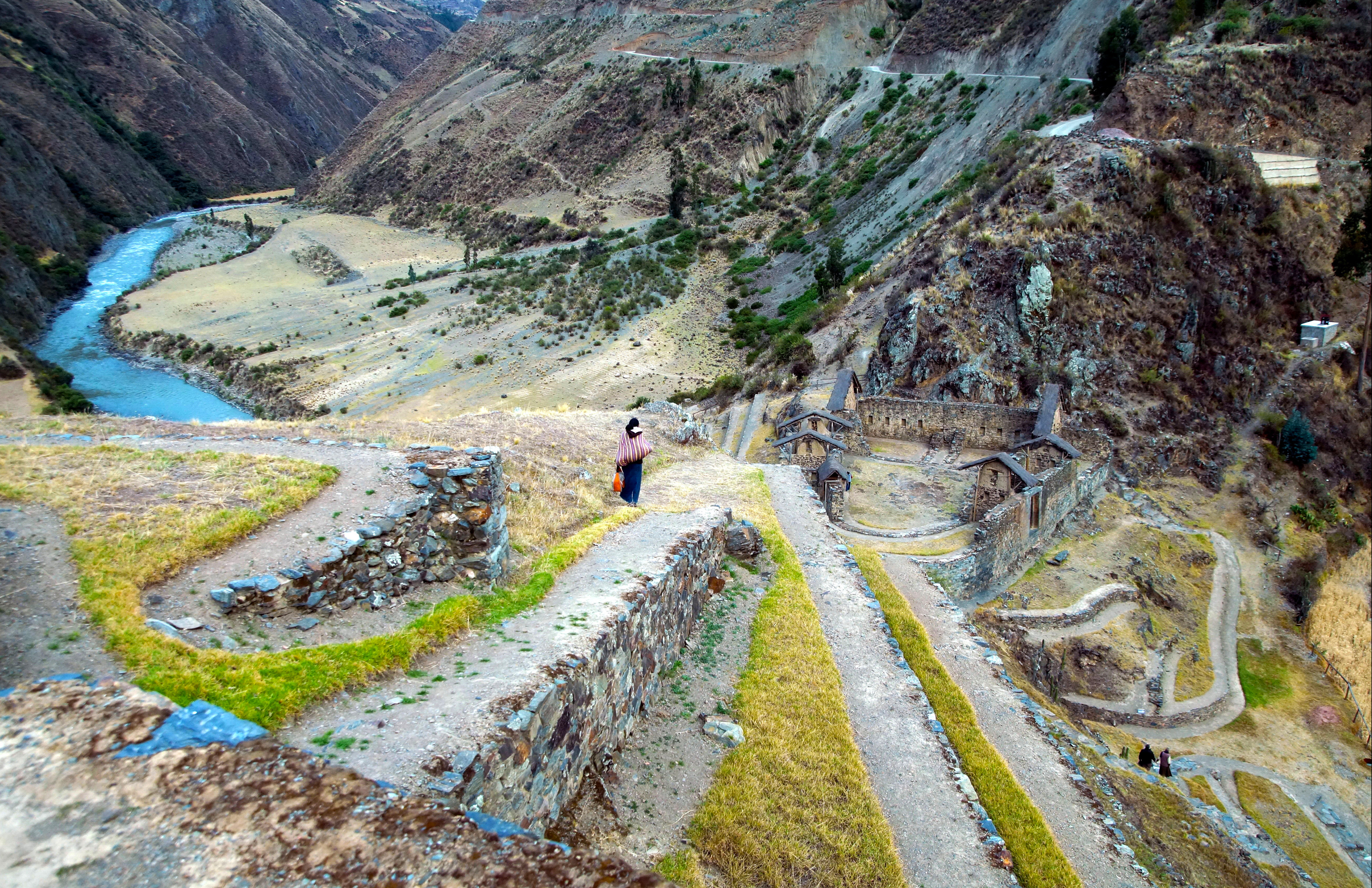
Huatocto.

I Paucartambo befinner sig det arkeologiska centret Centro arqueológico Huatocto. 